# Prospiekt Mira (stacja metra na linii Kolcewaja)
Prospiekt Mira (ros. Проспект Мира – Aleja Pokoju) – stacja moskiewskiego metra linii okrężnej (kod 069), położona przy ulicy Prospekt Mira. Od 1958 na stacji istnieje możliwość przejścia na stację o tej samej nazwie linii Kałużsko-Ryskiej. Stacja do 22 czerwca 1966 nosiła nazwę Botaniczeskij sad (Ботанический Сад), nawiązującą do pobliskiego Ogrodu Botanicznego Uniwersytetu. Wyjścia prowadzą na ulicę Prospekt Mira.

## Wystrój
Stacja jest trzykomorowa, jednopoziomowa, posiada jeden peron. Motywem przewodnim jest rozwój rolnictwa w ZSRR. Kolumny pokryto jasnym marmurem i ozdobiono płaskorzeźbami. Fryzy są w kształcie liści i pnącz. Ściany nad torami obłożono ciemnoczerwonym marmurem, a podłogi czarnym i czerwonym granitem. Front westybulu ozdobiono oryginalnym zegarem, a wewnątrz znajduje się mozaika Matka Świata (Матери мира).